# Paulo Midosi (Dramatiker, 1790)
Paulo Midosi (* 22. Juli 1790 in Lissabon; † 19. Januar 1858 in Portugal) war ein portugiesischer Schriftsteller, Politiker und Diplomat. Er war vor allem als Dramatiker tätig. Gleichzeitig war er ein führender Intellektueller während des Portugiesischen Bürgerkrieges (1832–1834).

## Leben
Midosi wurde als Sohn eines Italieners und einer Portugiesin in Lissabon geboren, war aber auch von der Nationalität her Portugiese und verstand sich als ein solcher. Seine Schulzeit verbrachte er vornehmlich in England. Neben Englisch und seiner Muttersprache Portugiesisch sprach er daneben fließend Französisch, Spanisch und Italienisch.
Seit 1822 war er im Außenministerium Portugals als Beamter tätig. Als Anhänger des Liberalismus musste er das Land bereits 1828 verlassen und ging nach England. Dort, in London, lebte er einige Zeit und dort erschien auch sein einziges, in eine fremde Sprache (Englisch) übersetztes Buch. Er kehrte 1833 nach Portugal zurück. 1836 wurde er Staatssekretär im Außenministerium als Vertreter des Ministers, 1838 wurde er Mitglied der portugiesischen Cortes, des Parlaments, zunächst für den Distrikt Viseu 1839 für den Stadtbezirk Lissabon. Seine politisch-diplomatische Laufbahn beendete er ab 1839 mit dem Posten des portugiesischen Botschafters in Brüssel.
Er war mit dem weltbekannten Dramatiker Almeida Garrett befreundet und stand mit Don Pacifico in Kontakt.
Als Autor war er vor allem als Dramatiker von Einaktern und Farcen bekannt und schrieb einige Libretti. Auch für Zeitschriften wie O Panorama oder Archivo Popular war er tätig.
Er war seit 1812 verheiratet und Vater zweier Kinder. Sein Sohn Paulo Midosi (Sohn) (1821–1888) wurde Rechtsanwalt und ebenfalls Dramatiker.
Midosi starb am 19. Januar 1858 an einem schweren, nicht definierten, Leiden.

## Rolle während des Bürgerkrieges und Revolution
In den 1820er und 1830er Jahren fand in Portugal eine Revolution und ein Bürgerkrieg zwischen Liberalen (Linken) und Absolutisten (Konservativen) um die Errichtung einer Verfassung und die Neuausrichtung der Herrschaft des Königs statt. Dies mündete 1832 bis 1834 in einen Bürgerkrieg. Portugiesen des hohen Bürgertums entschieden sich zumeist für eine der beiden Richtungen. Almeida Garrett, ein guter Freund Midosis, war als Verfechter des Liberalismus bekannt. Midosi selbst schrieb in seinem bekanntesten Werk mit dem Titel Quêm o legitimo Rei de Portugal? (Who was the legitimate King of Portugal?, Titel der englischen Ausgabe), dass er sich nach Frieden und Ruhe in Portugal sehne und hoffe – auf pazifistischen Prämissen ruhend –, dass Portugal bald Frieden in den ständigen Konflikten und Kriegen finden würde. Er veröffentlichte alle diese Werke über den Bürgerkrieg entweder anonym oder unter Pseudonym. Er wollte auch für das Ausland ein wichtiges Werk schaffen, um die Verhältnisse in seiner Heimat zu erklären und Verschwörungstheorien ein Ende zu machen. Spanien und England waren vor allem in dem Bürgerkrieg involviert: England auf Seite König Dom Pedro IV. und seiner Tochter, der späteren Königin Dona Maria II. da Gloria und Spanien auf Seiten Dom Miguel, des Bruders des Königs und Absolutisten sowie Diktators. Es ist kein Zufall, dass Midosis Buch in englischer Sprache in England erschien.

## Schriften (Auswahl)
- Quêm o legitimo Rei de Portugal? Questao Portugueza submetida ao juizo dos homens impecioes. 1828, Sachbuch, historisches Essay, heute Standard-Werk zum Bürgerkrieg, englische Ausgabe 1828 in London.
- Correspondencia de Portugal. 1830, Briefe und Korrespondenz.
- La dancella de Missoulughi. 1840, Farce.
- Os logras uma hopedaria. 1841, 1 Akt, Farce.
- Uma scena de nosso dias. Farce, 1 Akt, 1843.
- Carta a sua exellencia Lord Palmerston. Briefbuch mit Korrespondenz zwischen Palmerston und Midosi, 1847.
- O misanthropo. 1853, 1 Akt, Farce.
- O senhor Jose do Capote. Burleske Komödie, 1 Akt, 1855.
- O magnetismo. 2 Akte, Farce, 1857.
- Um novado em Friellas ou os dias patacoes. 1 Akt, Stück (ohne Jahr).

## Auszeichnungen (Auswahl)
- Königlicher Rat von Portugal
- Cadeiras da Ordem de Nossa Senhora da Conceição de Vila Vicosa, 1835.
- Kommandant des Christusordens (Commandante de Ordem do Christo), ohne Jahr.